# Plectromerus distinctus
Plectromerus distinctus är en skalbaggsart som först beskrevs av Cameron 1910.  Plectromerus distinctus ingår i släktet Plectromerus och familjen långhorningar.
Artens utbredningsområde är Haiti. Inga underarter finns listade i Catalogue of Life.